# زعامت
زعامت (زعامة) (بالتركية: Zeamet)‏، شكلٌ من أشكال حيازة الأراضي في الدولة العثمانية، تتمثل في منح السلطان العثماني أراضي أو عائداتٍ لفردٍ ما مقابل خدماته، وخاصةً العسكرية. استحدث السلطان عثمان الأول نظام الزعامت الذي منح حيازة الأراضي لجنوده. ووسّع السلطان مراد الأول هذا النظام لاحقًا ليشمل السباهية.

## الخلفية التاريخية
استخدمت الدولة السلجوقية، قبل صعود الدولة العثمانية في القرن 14، نظام "الزعامت" (الخانات) في محاولةٍ لتنصيب حكام الأقاليم، الذين عُيّنوا أيضًا قادةً تابعين للنظام العسكري. في هذه الفترة التي سبقت الدولة العثمانية، استُخدمت التيمارات مع تكتيكاتٍ أخرى، مثل بناء القوافل ، في محاولةٍ لتوطين الجماعات البدوية.
تبنت الدولة العثمانية لاحقًا "نظام التيمار" هذا بعد فتح الأناضول ، وكان يُمثل إحدى المؤسسات العديدة الظاهرة في الدولة العثمانية والمستمدة من الدولة السلجوقية..
في عهد السلطان محمد الفاتح لم يكن هناك الكثير من الزعامات، وكانت بعض المناطق تحتوي عادة على زعامة واحدة.

## الدخل
كان مصطلح "زعامت" يُطلق على الأراضي في نظام التيمار خلال فترة الدولة العثمانية بين القرنين الرابع عشر والسادس عشر، وكانت تُدرّ إيرادات ضريبية سنوية تتراوح قيمتها بين 20,000 و100,000 آقجة. وكانت الإيرادات المُحصّلة من هذه الأراضي تُمثّل تعويضًا عن الخدمات العسكرية، وتُمنح لذوات، مقابل تلك المصالح المعينة للدولة. ويطلق على الذين يتصرفون في هذه الأصول اسم الزعيم. 

## التعريف
عُرِّفت الزعامة على النحو التالي: "تُعرَّف الزعامة بأنها مالٌ يكتسبه الشخص بعشرين ألف آقجة كاملة فأكثر. إذا كانت أقل من عشرين ألفًا، فلا تُسمى زعامة، بل تُسمى تيمارًا. لأن أكثر الزعامة مئة ألف، والزعامة عشرين ألفًا".

## إلغاؤها
أُلغي نظام زعامت مثل نظام «تيمار» عام 1256 هـ / 1840 م.